# Tzéstlabo da Sérvia
Tzéstlabo (em grego medieval: Τζεέσθλαβος; romaniz.: Tzeésthlabos; em latim: Caslavus; em sérvio: Часлав; romaniz.: Časlav; década e 890 – ca. 960), também chamado Tzéstlabo Filho de Clonímero (em sérvio: Часлав Клонимировић, Časlav Klonimirović) foi príncipe da Sérvia (arconte) de ca. 927 até sua morte em ca. 960.[a] Ele significativamente expandiu o Principado da Sérvia e conseguiu unir várias tribos eslavas, alargando seu reino às costas do mar Adriático, o rio Sava e o vale do Morava. Ele com sucesso repeliu os magiares, que cruzaram os Cárpatos e pilharam a Europa Central, quando invadiram a Bósnia. Tzéstlabo é lembrado, junto com seu predecessor Blastímero, como fundadores da Sérvia na Idade Média.
Tzéstlabo era filho de Clonímero, um filho Estrímero, que governou como co-príncipe em 851–880. Ele pertencia à primeira dinastia sérvia, a Casa de Blastímero (que governou desde o começo do século VII), e é o último governante conhecido da família. Com sua morte ca. 960, seu reino foi transmitido a seu genro Ticomiro, o último governante sérvio independente antes da conquista bizantina.

## Antecedentes
Com a morte de Blastímero, a Sérvia foi governada por uma oligarquia de seus três filhos: Mutímero, Ginico e Estrímero, embora Mutímero, o mais velho, tinha controle supremo. Na década de 880, Mutímero tomou o trono, exilando seus irmãos e Clonímero, o filho de Estrímero, ao Canato Búlgaro à corte do cã Bóris I. Tal ato provavelmente ocorreu devido a uma traição. Pedro, filho de Ginico, foi mantido na corte sérvia de Mutímero por razões políticas, mas logo fugiu à Croácia.
Quando Mutímero morreu, seu filho Pribéstlabo herdou o trono, mas governou por apenas um ano; Pedro retornou e derrotou-o em batalha e tomou o trono; Pribéstlabo fugiu à Croácia com seus irmãos Brano e Estêvão. Brano invadiu a Sérvia, foi derrotado, capturado e cegado (à bizantina). Em 896, Clonímero retornou da Bulgária, apoiado por Bóris, e tomou a importante fortaleza de Destínico. Clonímero foi derrotado e morto.

## Vida

### Primeiros anos

Árvore genealógica da Casa de Blastímero

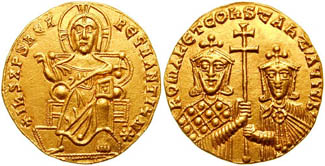
Soldo de r. e r.

Tzéstlabo era filho de Clonímero e uma nobre búlgara de nome incerto que casou-se com ele por escolha de Bóris. Ele nasceu na década de 890 (antes de 896) em Preslava, capital do Primeiro Império Búlgaro, e cresceu na corte de Simeão I (r. 893–927). É possível que tenha participado na expedição de seu pai contra a Sérvia em 896. Em 924, grande exército búlgaro foi enviado à Sérvia sob comando de Tzéstlabo, Cnemo, Hemneco e Etzbóclias. O exército arrasou boa parte da Sérvia, forçando Zacarias (r. 921–924), o príncipe à época, a fugir à Croácia. Simeão convocou todos os zupanos sérvios para prestarem homenagem ao príncipe, mas em vez disso fez todos cativos, anexando a Sérvia. A Bulgária expandiu consideravelmente suas fronteiras, agora avizinhando seu aliado Miguel da Zaclúmia e a Croácia, para onde Zacarias se exilou.

### Reinado
A ocupação foi impopular e vários sérvios fugiram à Croácia e Império Bizantino. Com a morte de Simeão, ele e 4 amigos fugiram de Preslava à Sérvia. Ao chegar, segundo o Sobre a Administração Imperial de Constantino VII (r. 913–959), encontrou apenas 50 homens que vivam sem mulheres e filhos e alimentavam-se da caça. Tzéstlabo foi muito popular e sua chegara atraiu muitos dos exilados. Ele imediatamente submeteu-se à suserania bizantina de Romano I (r. 920–944) e recebeu apoio financeiro e diplomático para seus esforços de restauração do país. Ele manteve íntimos laços com o Império Bizantino por todo seu reinado. A influência bizantina (eclesiástica particularmente) aumentou consideravelmente na Sérvia, mesmo embora influências ortodoxas da Bulgária também foram sentidas. O período foi crucial ao futuro demônimo cristão (Ortodoxia vs Catolicismo), pois os laços formados nesse período tiveram grande importância em como as várias Igrejas eslavas se alinhariam após a cisão (Grande Cisma de 1054). Muitos estudiosos pensam que os sérvios, estando no meio da jurisdição romana e ortodoxa, poderiam ter seguido qualquer uma.
Ele aumentou a Sérvia, unindo as tribos da Bósnia, Herzegovina, Antiga Sérvia e Montenegro (incorporou Zeta, Pagânia, Zaclúmia, Travúnia, Canali, Bósnia e Ráscia à Sérvia). Ele controlou as regiões antes sob controle de Miguel da Zaclúmia (r. 913–925), que desaparece das fontes em 925.

#### Guerra com os magiares e morte

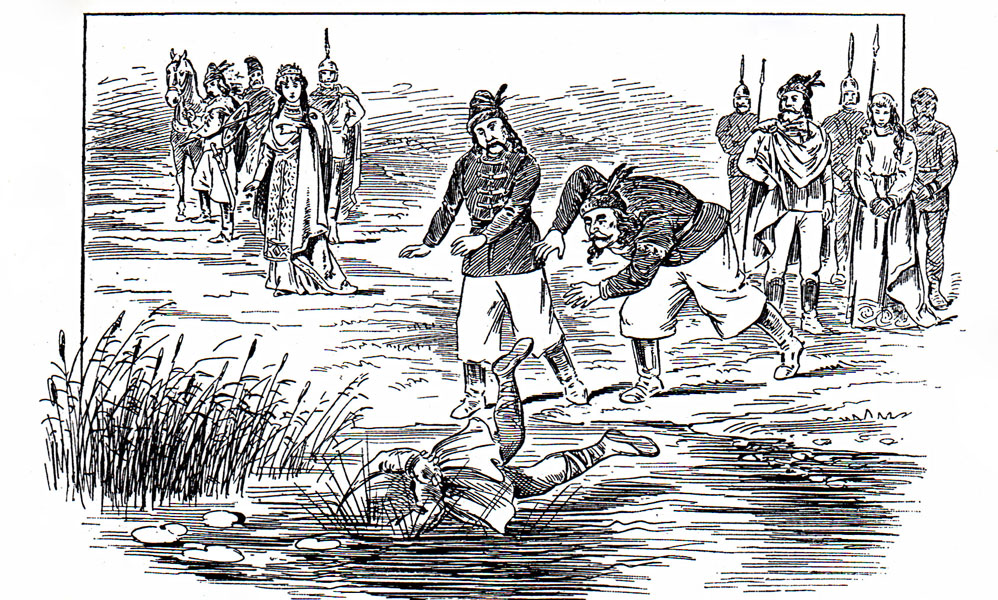
Representação moderna da execução de Tzéstlabo

Os magiares se assentaram na bacia dos Cárpatos em 895. Nas guerras bizantino-búlgaras, Leão VI, (r. 886–912) usou-os contra os búlgaros em 894. Nos anos seguintes, eles concentraram-se nas terras a oeste de seu reino. Em 934 e 943, invadiram tão longe quando os Bálcãs, entrando fundo na Trácia. Segundo a Crônica do Padre de Dóclea, os magiares liderados por Cisa invadiram a Bósnia e Tzéstlabo se apressou para encontrá-los as margens do rio Drina. Eles foram decisivamente derrotados e Cisa foi morto pelo zupano Ticomiro. Por sua bravura, Tzéstlabo casou-o com sua filha. A viúva de Cisa então solicitou aos líderes magiares que lhe fosse dado exército para que se vingasse. Com um "número desconhecido" de tropas, a viúva retornou e surpreendeu Tzéstlabo em Sírmia. À noite, os magiares atacaram os sérvios, capturaram o príncipe e todos os seus parentes masculinos. Sob comando da viúva, eles foram atados pelas mãos e pés e jogados no rio Sava. O evento é datado em ca. 960 ou pouco depois, pois o Sobre a Administração Imperial não cita-o.

## Rescaldo

Império Bizantino em 1045

Após a morte de Tzéstlabo, o reino ruiu, os nobres locais restauram o controle sobre suas províncias e segundo a Crônica, seu genro Ticomiro reinou sobre Ráscia.. A informação escrita sobre a primeira dinastia termina com a morte de Tzéstlabo. O Catepanato da Sérvia foi estabelecido entre 971–976, sob João I Tzimisces (r. 969–976). Um selo do estratego de Ras datado do reinado de Tzimisces permite especular que Nicéforo II Focas (r. 963–969) já era reconhecido em Ráscia. O protoespatário e catepano chamava-se João. Não há, entretanto, informação sobre o catepano sob Tzimisces. A presença bizantina terminou logo depois com as guerras com a Bulgária, e foi restabelecida apenas ca. 1018 com o Tema de Sírmio, que não estendeu-se para muito da Ráscia propriamente.
Na década de 990, João Vladimir emergiu como o nobre sérvio mais poderoso. Com sua corte centrada em Bar no mar Adriático, teve muito da Sérvia Marítima sob seu controle, incluindo a Travúnia e Zaclúmia. Seu reino pode ter se estendido a oeste e norte e incluiu porções da Sérvia Transmontana (hinterlândia) também. Jorge Cedreno chama seu reino de Trimália ou Sérvia, pois segundo Radojicic e Ostrogorsky, os bizantinos chamavam Zeta de Sérvia e seus habitantes de sérvios. A posição preeminente de João na área explica o porque Basílio II (r. 976–1025) aproximou-se para uma aliança anti-búlgara num momento em que estava em guerra com o czar Samuel da Bulgária (r. 997–1014).